# 観音寺市立大野原小学校
観音寺市立大野原小学校（かんおんじしりつ おおのはらしょうがっこう）は、香川県観音寺市大野原町大野原にある市立小学校である。通称は「大小」（だいしょう）。

## 沿革
- 1872年（明治5年）- 学制公布とともに倭梅小学校として設立
- 1881年（明治14年）- 現在位置に大野原小学校新設
- 1892年（明治25年）- 大野原尋常小学校を設立
- 1916年（大正5年）- 校章制定
- 1920年（大正9年）- 大野原尋常高等小学校となる
- 1929年（昭和4年）- 中姫尋常小学校と合併
- 1941年（昭和16年）- 大野原国民学校と改称
- 1947年（昭和22年）- 大野原小学校と改称
- 1958年（昭和33年）- 校歌制定
- 1985年（昭和60年）- 新校舎完成
- 1992年（平成4年）- 創立百周年記念式典・記念誌発行
- 2001年（平成13年）- 教育課程研究指定校
- 2002年（平成14年）- 学力向上フロンティアスクール研究指定校
- 2005年（平成17年）- ステップアップスクール推進事業研究推進校
- 2006年（平成18年）- 観音寺市立五郷小学校と統合
- 2014年（平成26年）- 増築工事開始
- 2015年（平成27年）- 観音寺市立紀伊小学校、観音寺市立萩原小学校と統合

## 校歌
- 細川 馨 作詞
- 嘉納 愛子 作曲

## 通学区域が隣接している学校
- 観音寺市立豊浜小学校
- （愛媛県）四国中央市立金生第二小学校
- （愛媛県）四国中央市立南小学校
- （徳島県）三好市立馬路小学校
- （徳島県）三好市立白地小学校
- （徳島県）三好市立池田小学校
- 観音寺市立粟井小学校
- 観音寺市立柞田小学校